# نیروگاه بادی وودلاون
نیروگاه بادی وودلاون (انگلیسی: Woodlawn Wind Farm) یک نیروگاه بادی است که در نزدیکی بانگندور، نیو ساوت ولز قرار دارد. این نیروگاه به همراه نیروگاه بادی کپیتال و بیورآکتور وودلاون که در نزدیکی آن قرار دارد، بخشی از حوزه انرژی تجدیدپذیر کپیتال است.
ظرفیت تولید برق این نیروگاه ۴۸٫۳ مگاوات بوده که مشتمل بر ۲۳ توربین بادی است. برق تولید شده توسط این نیروگاه به‌طور متوسط می‌تواند برق ۳۲٬۰۰۰ خانوار استرالیایی را در سال تأمین کند که در نتیجه باعث می‌گردد تا از انتشار بیش از ۱۳۸٬۰۰۰ تن گاز گلخانه‌ای در سال جلوگیری شود.